# James Joseph Dresnok
James Joseph Dresnok (en coreano: 제임스 조새프 드레스녹, 24 de noviembre de 1941-noviembre de 2016) fue un traidor y desertor estadounidense a Corea del Norte, uno de los seis soldados estadounidenses que desertaron tras la guerra de Corea.

## Primeros años
Dresnok nació en Norfolk, Virginia, hijo de Joseph Dresnok y Margaret Lucille Dresnok (de apellido de soltera Mizelle), quienes se casaron en South Mills, Condado de Camden, Carolina del Norte, el 24 de noviembre de 1941. Joseph Dresnok padre (1917-1978) nació el 3 de febrero de 1917 en Greensburg, condado de Westmoreland, Pensilvania, y murió el 16 de marzo de 1978 en Wyckoff, condado de Bergen, Nueva Jersey. Joseph Dresnok senior sirvió en el ejército de los Estados Unidos desde el 23 de noviembre de 1937 hasta el 29 de mayo de 1940. Joseph y Margaret Dresnok se divorciaron el 10 de julio de 1951 en Richmond, Virginia. El padre de Dresnok inició la acción de divorcio, alegando que la madre de Dresnok estaba "legalmente casada con otro". Dresnok fue criado brevemente por su padre en Pensilvania; su madre y su hermano menor Joseph Dresnok junior no volvieron a tener contacto con ellos. Dresnok fue colocado en un hogar de acogida, abandonó la escuela secundaria y se alistó en el ejército el día después de su 17.º cumpleaños.

## Deserción
El primer servicio militar de Dresnok fue de dos años en Alemania Occidental. Tras regresar a Estados Unidos y descubrir que su mujer le había dejado por otro hombre, volvió a alistarse y fue enviado a Corea del Sur. Fue soldado de primera clase en la 1.ª División de Caballería a lo largo de la Zona Desmilitarizada de Corea, entre Corea del Norte y Corea del Sur, a principios de la década de 1960. Poco después de su llegada, tuvo que enfrentarse a un consejo de guerra por falsificar las firmas de los documentos que le daban permiso para salir de la base, lo que le llevó a ausentarse sin permiso.
No queriendo enfrentarse al castigo, el 15 de agosto de 1962, mientras sus compañeros almorzaban, corrió a través de un campo de minas a plena luz del día hacia territorio norcoreano, donde fue rápidamente detenido por soldados norcoreanos. Dresnok fue llevado en tren a Pionyang, la capital norcoreana, e interrogado.

## Vida en Corea del Norte
"Estaba harto de mi infancia, de mi matrimonio, de mi vida militar, de todo. Estaba acabado. Sólo había un lugar al que ir", dijo Dresnok en una entrevista. "El 15 de agosto, a mediodía, a plena luz del día, cuando todo el mundo estaba almorzando, me puse en marcha. Sí, tenía miedo. ¿Voy a vivir o a morir? Y cuando entré en el campo de minas y lo vi con mis propios ojos, empecé a sudar. Crucé, buscando mi nueva vida".
Dresnok conoció a Larry Allen Abshier, otro desertor estadounidense, poco después de su llegada. Finalmente fueron cuatro: Dresnok, Abshier, Jerry Parrish y Charles Robert Jenkins. Los hombres vivieron juntos y participaron en varios esfuerzos de propaganda en nombre del gobierno norcoreano. Aparecieron en portadas de revistas y utilizaron altavoces para intentar persuadir a más soldados estadounidenses en la frontera para que desertaran. Al principio no querían permanecer en Corea del Norte de forma indefinida. En 1966, los cuatro hombres intentaron salir de Corea del Norte pidiendo asilo en la embajada soviética de Pyongyang, pero la embajada los entregó inmediatamente a las autoridades norcoreanas. Después, Dresnok decidió instalarse en Corea del Norte.
A partir de 1978, participó en varias películas norcoreanas, incluido un episodio de la serie Unsung Heroes (como un villano estadounidense llamado "Arthur Cockstud"), y se convirtió en una celebridad en el país. Sus amigos norcoreanos le llamaban "Arthur", por el nombre de su personaje en Unsung Heroes. También tradujo al inglés algunos de los escritos del líder norcoreano Kim Il-sung.
En su libro The Reluctant Communist, Jenkins afirma que Dresnok era un matón, que traicionaba las confidencias de los demás estadounidenses a los norcoreanos y que golpeó a Jenkins en 30 o más ocasiones por orden de sus superiores coreanos. En el documental Crossing the Line, Dresnok niega con vehemencia estas acusaciones.
Dresnok afirma que "debido a las sanciones del gobierno estadounidense y japonés", durante la hambruna norcoreana de los años 90, el gobierno siempre le dio su ración completa de alimentos. "¿Por qué? ¿Por qué dejan que su propio pueblo muera de hambre para alimentar a un estadounidense?", se preguntó. "El Gran Líder nos ha dado una solicitud especial. El gobierno va a cuidar de mí hasta el día de mi muerte".

## Vida personal y matrimonios
En diciembre de 1959, Dresnok se casó con Kathleen Ringwood, una joven de 19 años de la ciudad de Nueva York. En Crossing the Line, Dresnok explica que, tras casarse muy joven, fue desplegado en Alemania Occidental durante dos años mientras ella permanecía en EE. UU. Se enorgullecía de "amarla de verdad y serle fiel", pero cuando regresó, descubrió que ella ya tenía otra relación. Se le citó diciendo: "Lo bueno fue que no se quedó embarazada de mí porque yo había prometido que nunca abandonaría a mis hijos". Sin embargo, siguieron casados hasta después de su deserción en 1962. Ella solicitó el divorcio al año siguiente, alegando "abandono intencionado" por parte de él.
Dresnok se casó dos veces más después de desertar a Corea del Norte. Su primer matrimonio fue con una mujer rumana, Doina Bumbea (llamada "Dona" en la autobiografía de Jenkins), con la que tuvo dos hijos, Theodore "Ted" Ricardo Dresnok (nacido en 1980) y James Gabriel Dresnok (nacido hacia 1982). Bumbea trabajaba supuestamente en la Embajada de Rumanía, pero algunos relatos dicen que nunca trabajó allí y que en realidad era una secuestrada por el servicio secreto norcoreano. Según la familia de Bumbea, vivía en Italia como estudiante de arte cuando desapareció, después de decir a la gente que había conocido a un hombre que prometió ayudar a organizar exposiciones de su arte en Asia. Después de ver Crossing the Line y de ver a uno de los hijos de Dresnok, el hermano de Bumbea declaró que tenía un sorprendente parecido con su hermana desaparecida. Según el libro de Jenkins, Bumbea fue secuestrada para ser la esposa de uno de los desertores estadounidenses: 73-74 En la página web del Ministerio de Asuntos Exteriores rumano se dice que en 2007 el Gobierno rumano había pedido una explicación sobre el secuestro de Bumbea al Gobierno norcoreano. Sin embargo, no se proporcionó ninguna respuesta a Rumanía. Al parecer, Bumbea murió de cáncer de pulmón en 1997.
Tras la muerte de Bumbea, Dresnok se casó con su tercera esposa, identificada por Jenkins como "Dada", hija de una norcoreana y un diplomático togolés. Tuvieron un hijo, Tony, en 2001. La familia vivía en un pequeño apartamento en Pyongyang, que el gobierno norcoreano les proporcionaba junto con un estipendio mensual. La salud de Dresnok era precaria, con el corazón y el hígado en mal estado (Dresnok describía su hígado como "lleno de grasa"), lo que atribuía a que fumaba y bebía demasiado.
El hijo menor de su segundo matrimonio, James Dresnok, estudiaba en la Universidad de Estudios Extranjeros de Pyongyang, donde su padre enseñaba inglés en la década de 1980. James habla inglés con acento coreano y se considera a sí mismo coreano, pero al parecer no deseaba casarse con una mujer coreana. James se alistó en el ejército norcoreano en 2014 y, según se informa, en 2016 tenía el rango de taewi, un rango que equivale al de capitán en el ejército estadounidense. Tanto el menor de los James como el mayor de los Ted Dresnok están ahora casados y también tienen hijos propios en Corea del Norte. Al igual que su padre, también han aparecido como soldados americanos villanos en películas norcoreanas.
Dresnok declaró que tenía la intención de pasar el resto de su vida en Corea del Norte, y que ninguna cantidad de dinero podría haberle convencido de volver a Occidente. Dresnok se retiró y de vez en cuando daba conferencias en Corea del Norte y salía a pescar "sólo para pasar el tiempo".

## Fallecimiento
En abril de 2017, la organización de noticias occidental NK News informó de que Dresnok había muerto el año anterior. En agosto de 2017, los hijos de Dresnok confirmaron que había fallecido de un derrame cerebral en noviembre de 2016. Publicaron un comunicado en el que decían que su padre les había dicho que permanecieran leales a Kim Jong-un y también afirmaban que "destruirían" a Estados Unidos si lanzaba un ataque preventivo contra Corea del Norte.